# Alex Staropoli
Alex Staropoli (ur. 9 stycznia 1970 w Trieście) – włoski muzyk, członek powermetalowego zespołu Rhapsody of Fire.
Gra na instrumentach klawiszowych. Układał także teksty i opowiadania "Algalord Chronicles" wraz z Luca Turillim, byłym gitarzystą zespołu Rhapsody of Fire. Obecnie jest liderem tego zespołu.